# 来昌寺

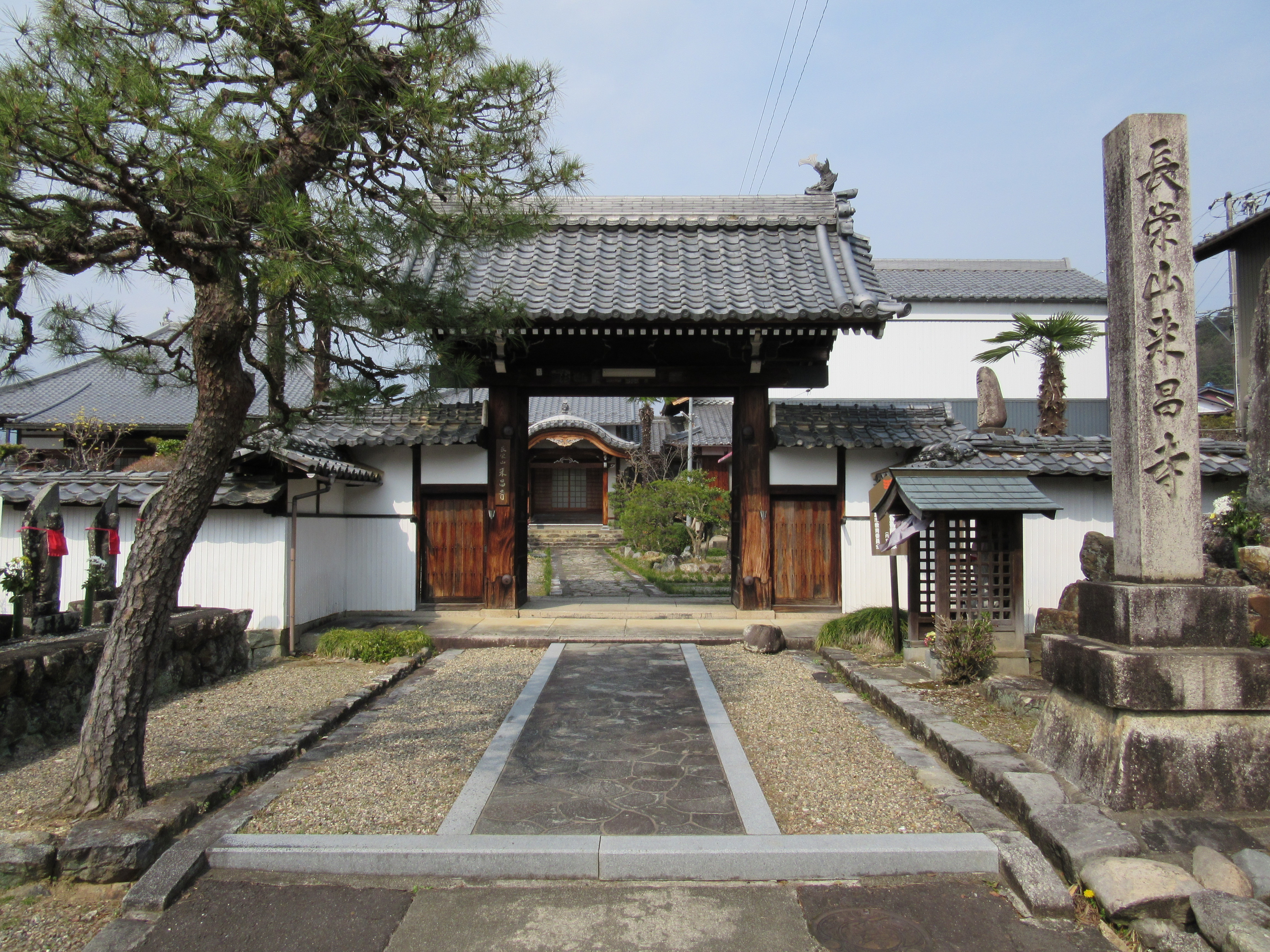
来昌寺山門

来昌寺（らいしょうじ）は、岐阜県美濃市にある浄土宗西山禅林寺派の寺院。

## 沿革
1574年（天正2年）、法空寿養により開山。上有知の蓮華谷にあったが、慶長年間に金森長近による城下町づくりの際に、鬼門除けとして、現在地へと移された。清光山浄円寺と称したが、享保年間に徳川吉宗の母堂の諡名である浄円院をはばかって、長栄山来昌寺へと改めた。美濃三十三観音霊場のひとつで、市の重要文化財に指定されている円空仏を所有している。

## 文化財
- 円空仏（市指定重要文化財）